# Lac Odell
Le lac Odell, en anglais Odell Lake, est situé près du col Willamette dans le comté de Klamath au centre de l’Oregon. Ce lac est localisé dans la région montagneuse de la chaîne des Cascades au sein de la forêt nationale de Deschutes. 
Il est nommé en 1865 d'après William Holman Odell,, topographe en chef de l'État dOregon. 
Le lac s’est formé dans une dépression laissée par un glacier alors que les eaux sont bloquées par la présence d’une moraine au sud-ouest.
Parmi les espèces de poissons présentes dans le lac se trouvent la Truite arc-en-ciel, le Saumon rouge, le Ménomini des montagnes et l’Omble à tête plate.

Carte topographique de la région du pic Diamond (centre inférieur gauche) avec le lac Odell (à droite).